# Moussé Gueye
Moussé Gueye (Dacar, 11 de novembro de 1996) é um jogador senegalês naturalizado francês que atua na posição de central.

## Carreira

### Clube
Após se mudar com sua família aos 13 anos de idade para Calais, uma cidade ao norte da França, Gueye descobriu o voleibol graças ao seu professor de educação física, que também era treinador de voleibol. Dois anos depois, começou a jogar no Loisirs Inter Sport Saint-Pierre (LISSP), em Calais. Foi com esta equipe que estreou na Campeonato Francês de Elite, a terceira divisão francesa. No final de 2015, ele foi convencido pelo projeto esportivo de Constant Tchouassi a competir pelo Mende Volley Lozère, apesar do rebaixamento do clube para a NM2 (4ª divisão).
Após o vice-campeonato da NM2 em 2016, o Mende Volley Lozère subiu para Elite e o central venceu a Copa da França amadora no ano seguinte.
Em 2018 ingressou no Saint-Quentin Volley para a temporada 2018-19, na Ligue B, segunda divisão francesa. Como o novo clube não se classificou para os playoffs, então reforçou o Cambrai Volley para tentar obter a adesão à Ligue A, mas foi superado pelo Saint-Nazaire nas semifinais.
Para a temporada 2019-20, assinou com o recém-promovido Narbonne Volley, onde permaneceu por 2 temporadas. Em 2021 o central se juntou à equipe do Chaumont Volley-Ball 52, com a qual conquistou a Copa da França de 2021-22 e a Supercopa Francesa de 2021.
Ao término da temporada, Gueye assinou com o Nantes Rezé Métropole para competir a temporada 2022-23.

### Seleção
Gueye fez sua estreia com a seleção adulta francesa pela Liga das Nações de 2021, onde foi medalhista de bronze. No ano seguinte foi quarto colocado nos Jogos do Mediterrâneo de 2022 após ser derrotado pela seleção italiana na disputa pela medalha de bronze.

## Títulos
Chaumont Volley-Ball 52
- Copa da França: 2021-22

- Supercopa Francesa: 2021

## Clubes
| Anos      | Clube                            |
| --------- | -------------------------------- |
| 2014–2015 | Loisirs Inter Sport Saint-Pierre |
| 2015–2018 | Mende Volley Lozère              |
| 2018–2019 | Saint-Quentin Volley             |
| 2019–2019 | Cambrai Volley                   |
| 2019–2021 | Narbonne Volley                  |
| 2021–2022 | Chaumont Volley-Ball 52          |
| 2022–     | Nantes Rezé Métropole            |